# Керкашер
 Керкашер  — деревня в Афанасьевском районе Кировской области в составе Пашинского сельского поселения.

## География
Расположена на расстоянии примерно 14 км на юго-запад по прямой от райцентра поселка Афанасьево.

## История
Известна с 1891 года как починок Каркашер или Семёновское, в 1905 дворов 2 и жителей 20, в 1926 (Керкашорский починок) 21 и 105 (из них 51 «пермяки»), в 1950 (Сененки) 16 и 52, в 1989 24 жителя. Настоящее название утвердилось с 1978 года. Название населённого пункта происходит от коми слов “керка” (дом) и “шор” (ручей).  

## Население
Постоянное население составляло 22 человека (русские 100%) в 2002 году, 3 в 2010.